# Prisco Átalo

Prisco Átalo (en latín, Priscus Attalus; fl. 416) fue por dos veces usurpador del Imperio romano (en 409 y 414), contra el Emperador romano Honorio y con el apoyo del pueblo visigodo.

## Carrera política
Prisco era un importante senador del Imperio, que sirvió como praefectus urbi en 409. Fue proclamado emperador por los visigodos en dos ocasiones, en un intento de imponer sus propias condiciones al inefectivo emperador Honorio, en Rávena.
Adquirió el título de emperador en Roma, durante 409, y más tarde en Burdeos en 414. Sus dos gobiernos duraron sólo unos meses: el primero terminó cuando Alarico creyó que estaba dificultando las negociaciones con Honorio, y el segundo acabó cuando fue abandonado por los bárbaros y acabó siendo capturado por los hombres del emperador. Átalo fue obligado a participar en el triunfo organizado por Honorio en las calles de Roma en 416, antes de acabar sus días exiliado en las Islas Lipari.